# Municipio de Sheridan (condado de Mason)
El municipio de Sheridan (en inglés: Sheridan Township) es un municipio ubicado en el condado de Mason en el estado estadounidense de Míchigan. En el año 2010 tenía una población de 1072 habitantes y una densidad poblacional de 11,54 personas por km².

## Geografía
El municipio de Sheridan se encuentra ubicado en las coordenadas 44°3′17″N 86°5′25″O / 44.05472, -86.09028. Según la Oficina del Censo de los Estados Unidos, el municipio tiene una superficie total de 92.92 km², de la cual 88,62 km² corresponden a tierra firme y (4,62 %) 4,3 km² es agua.

## Demografía
Según el censo de 2010, había 1072 personas residiendo en el municipio de Sheridan. La densidad de población era de 11,54 hab./km². De los 1072 habitantes, el municipio de Sheridan estaba compuesto por el 96,27 % blancos, el 1,4 % eran amerindios, el 0,56 % eran asiáticos y el 1,77 % eran de una mezcla de razas. Del total de la población el 0,84 % eran hispanos o latinos de cualquier raza.